# Royuela de Río Franco
Royuela de Río Franco és un municipi de la província de Burgos a la comunitat autònoma de Castella i Lleó. Forma part de la comarca de l'Arlanza.

## Demografia
| Evolució demogràfica del municipi entre 1996 i 2007 | Evolució demogràfica del municipi entre 1996 i 2007 | Evolució demogràfica del municipi entre 1996 i 2007 | Evolució demogràfica del municipi entre 1996 i 2007 | Evolució demogràfica del municipi entre 1996 i 2007 | Evolució demogràfica del municipi entre 1996 i 2007 | Evolució demogràfica del municipi entre 1996 i 2007 | Evolució demogràfica del municipi entre 1996 i 2007 | Evolució demogràfica del municipi entre 1996 i 2007 | Evolució demogràfica del municipi entre 1996 i 2007 | Evolució demogràfica del municipi entre 1996 i 2007 |
| --------------------------------------------------- | --------------------------------------------------- | --------------------------------------------------- | --------------------------------------------------- | --------------------------------------------------- | --------------------------------------------------- | --------------------------------------------------- | --------------------------------------------------- | --------------------------------------------------- | --------------------------------------------------- | --------------------------------------------------- |
| 1996                                                | 1998                                                | 1999                                                | 2000                                                | 2001                                                | 2002                                                | 2003                                                | 2004                                                | 2005                                                | 2006                                                | 2007                                                |
| 354                                                 | 352                                                 | 341                                                 | 338                                                 | 333                                                 | 317                                                 | 301                                                 | 289                                                 | 271                                                 | 264                                                 | 250                                                 |